# 岩佐鉄男
岩佐 鉄男（いわさ てつお、1949年6月18日 - 2017年7月4日）は、日本の芸術学者、東京大学名誉教授。
東京都生まれ。東京都立小山台高等学校卒、1974年東京大学教養学部フランス科卒、1977年同大学院比較文学比較文化修士課程修了、1981年多摩美術大学助手、同大講師、電気通信大学助教授を経て、1988年東京大学教養学部助教授、1993年教授、総合文化研究科教授。2015年定年退任、名誉教授。
大学院生時代、マルセル・デュシャンの『大ガラス』の東京大学バージョンの製作に参加。
生家は製本業の岩佐製本所。

## 翻訳
- 『デュシャンの世界』小林康夫共訳 朝日出版社 1978 
  - 『デュシャンは語る』ちくま学芸文庫 1999。聞き手ピエール・カバンヌ
- ダニエル・シャルル『ジョン・ケージ』風の薔薇 1987
- ブラッサイ『わが生涯の芸術家たち』リブロポート 1987
- ディック・ヒギンズ『インターメディアの詩学』共訳 国書刊行会 1988
- サム・モーガンスターン編『音楽のことば7　作曲家が書き遺した文章』共訳 哲学書房 1990
- リチャード・フランシス『ジャスパー・ジョーンズ』東野芳明共訳 美術出版社 1990
- エリック・サティ『卵のように軽やかに サティによるサティ』秋山邦晴共編訳 筑摩叢書 1992、ちくま学芸文庫 2014

## 論文
- Cinii

## 注
1. ↑  『駒場2001』